# Claudia Schüßler
Claudia Schüßler (* 6. November 1967) ist Rechtsanwältin und deutsche Politikerin der Sozialdemokratischen Partei Deutschlands (SPD). Seit November 2017 ist sie Mitglied im Niedersächsischen Landtag.

## Leben
Claudia Schüßler wurde in Idar-Oberstein geboren. Für ein Freiwilliges Soziales Jahr (FSJ) zog sie nach Hamburg. Anschließend begann sie dort ein Studium der Rechtswissenschaften, später wechselte sie nach Hannover. Nach dem zweiten Staatsexamen eröffnete sie eine Kanzlei in Wunstorf. Am 15. Oktober 2017 zog Schüßler für die SPD als Abgeordnete in den Landtag Niedersachsen im Landtagswahlkreis Barsinghausen ein. Sie wurde zur entwicklungspolitischen Sprecherin der SPD-Landtagsfraktion gewählt. Weiterhin saß sie von November 2016 bis November 2021 für die SPD-Fraktion im Stadtrat Barsinghausen und ist dessen Vorsitzende. Im September 2021 wurde sie in die Regionsversammlung gewählt.
Ende April 2019 wurde sie zur Vorsitzenden des SPD-Unterbezirks Region Hannover gewählt und folgte damit Matthias Miersch nach. Bei der Wahl 2022 trat sie nicht mehr an.
Bei der Landtagswahl in Niedersachsen 2022 konnte sie das Direktmandat im Wahlkreis Barsinghausen verteidigen.
Schüßler hat zwei Töchter.